# Oberschlierbach (Gemeinde Oberschlierbach)
Oberschlierbach ist eine Ortslage im Traunviertel von Oberösterreich wie auch Gemeindehauptort und Ortschaft der Gemeinde Oberschlierbach im Bezirk Kirchdorf.

## Geographie
Der Ort befindet sich um die 5 Kilometer nordöstlich von Kirchdorf an der Krems. Die Streusiedlung liegt am Kamm der östlichen Almtaler und Kirchdorfer Flyschberge, zwischen dem Grillenparz (842 m ü. A.) über dem Kremstal und dem Eckelsberg (841 m ü. A.), hinüber zum Steyrtal. Sie liegt auf um die 760 m ü. A. Höhe. An der Schieferstraße (L1324, Kirchdorf–Untergrünburg/Steinbach) befindet sich das kleine Gemeindezentrum, mit den vier Adressen Oberschlierbach, südlich davon das Schiefergut mit Kapelle.
Die Ortschaft Oberschlierbach verteilt sich auf den Kämmen rund um den oberen Ellersbach, einem Krems-Zufluss, und seinen Nebenbach, dem Holzbach. Sie umfasst:
- den Weiler Haslach im Westen oberhalb von Schlierbach,
- die Häuser Wörtnerberg zwischen Holz- und Ellersbach, Am Hochkogel (Hochkogl)[2][3]
- und Kaiserleithen im Nordwesten,
- sowie die Adressen Schieferstraße, Schmiedberg und das Gemeindezentrum am Hauptkamm,
- und anschließend im Osten die Rotte Eckelsberg.

Das sind etwa 90 Adressen mit etwa 750 Einwohnern (1. Jänner 2024: 760).
| Dauersdorf (O) Graben (beide Gem. Nußbach)                   | Nußbach (O) Sattl (beide Gem. Nußbach)      | Wagenhub (O, Gem. Grünburg)            |
| Käfergraben Schlierbach (O) (beide Gem. Schlierbach) Haslach | Kompassrose, die auf Nachbargemeinden zeigt | Eckelsberg Pernzell (O, Gem. Grünburg) |
| Dorf                                                         | Hausmanning (O) ∗                           | Heindlmühle                            |

∗ Die Ortslage Hausmanning i. e. S. liegt am Heindlmühlbach hinter Heindlmühle, Ortschaft auch in der Gem. Schlierbach im Südwesten

## Geschichte, Infrastruktur und Sehenswürdigkeiten
Die Gegend gehörte von alters her zur Pfarre Kirchdorf und kam 1784 zur neuen Pfarre Schlierbach. Der Name als solcher erscheint erst 1812 in der Franziszäischen Landesaufnahme für die Steuergemeinde.
Das Schiefergut wurde 1900 vom Zisterzienserstift Schlierbach erworben, hier befindet sich die Schieferkapelle, die Ortskapelle, und der Kindergarten. Es steht unter Denkmalschutz.
Die Straßennamen gibt es seit 2012.

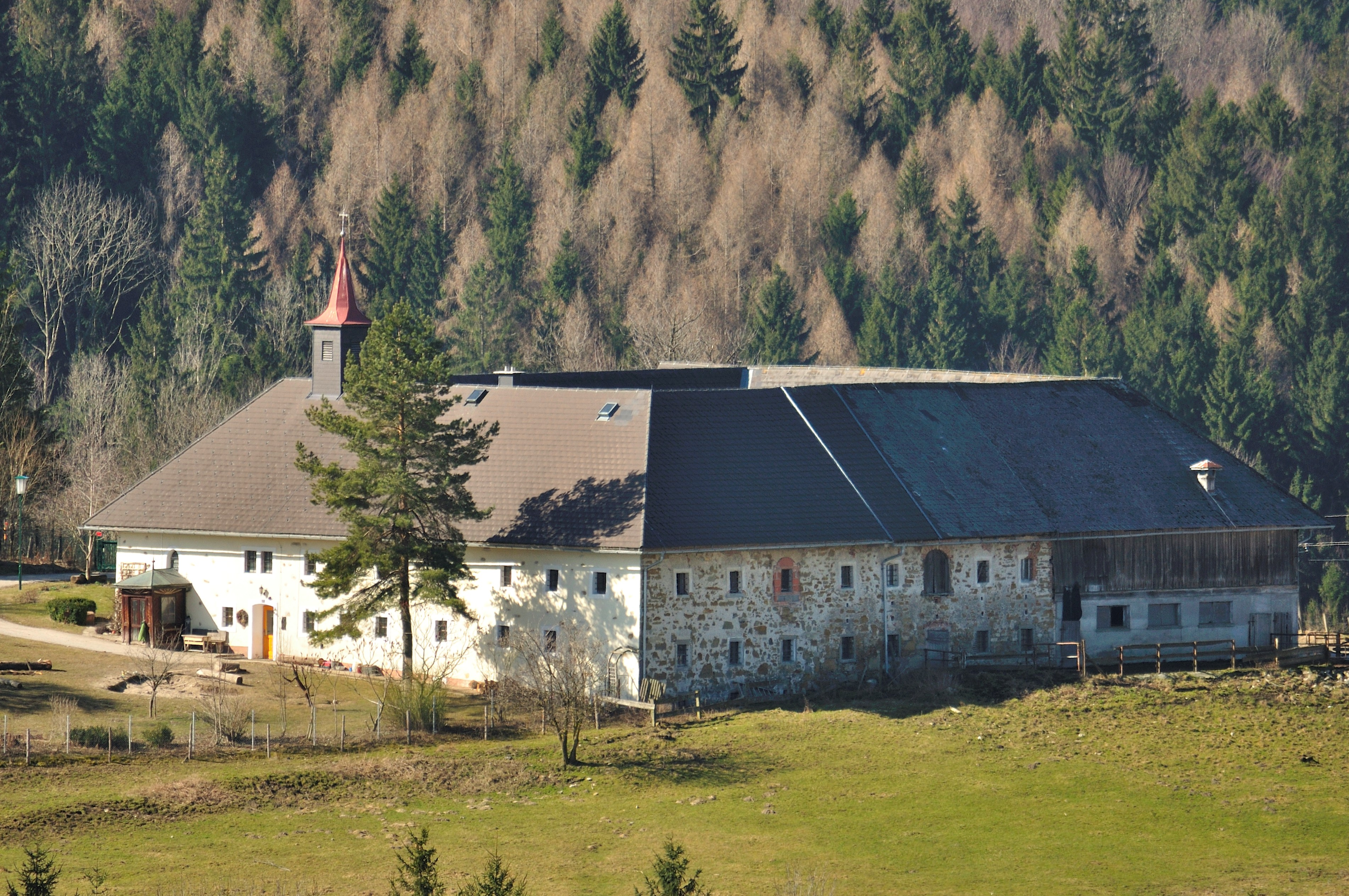
Schiefergut